# Paphiopedilum hookerae
Paphiopedilum hookerae es una especie de la familia de las orquídeas.

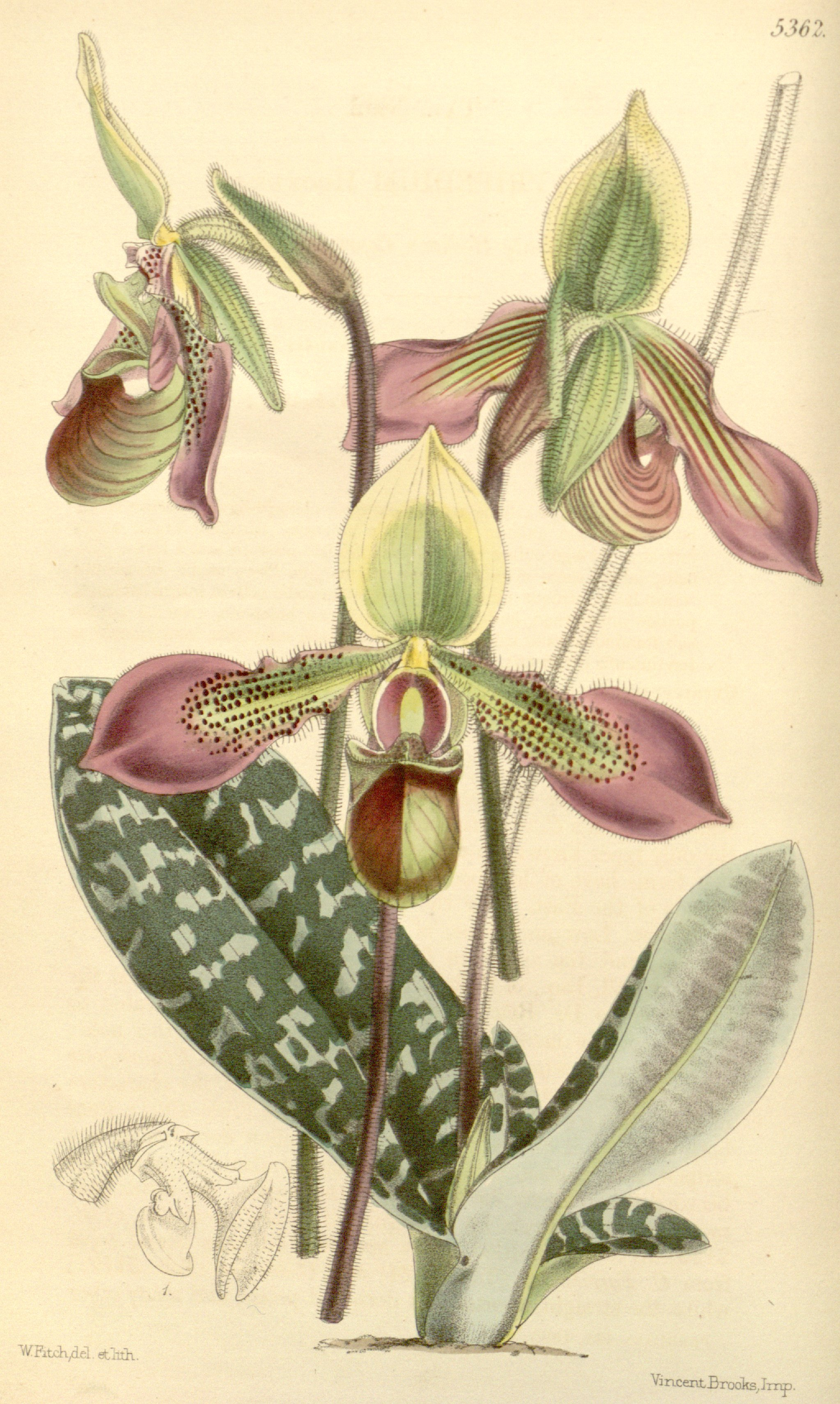
Ilustración de Curtis' 89
(Ser. 3 no. 19) pl. 5362 (1863)

## Descripción
Es una orquídea de tamaño pequeño y prefiere el clima cálido. Con hábitos de litofita tiene 5 a 6 hojas, de color oscuro y verde claro por encima, oblongo-elípticas. La inflorescencia terminal es erecta, de 20 a 30 cm de largo,de color púrpura, con bráctea floral de color marrón pálido pubescente que se produce en la primavera y el verano.

## Distribución y hábitat
Se encuentra en Borneo en la base de los acantilados de arenisca erosionada en la hojarasca profunda, en la base de los árboles o en grietas de rocas con las filtraciones de agua constante en altitudes de 300 a 800 metros.

## Taxonomía
Paphiopedilum hookerae fue descrita por (Rchb.f.) Stein y publicado en Orchideenbuch 470. 1892.
Etimología
El nombre del género viene de « Cypris», Venus, y de "pedilon" = "zapato" ó "zapatilla" en referencia a su labelo inflado en forma de zapatilla.
hookerae; epíteto otorgado en honor de Hook. que fue director del Real Jardín Botánico de Kew en los años 1800.
Variedades
- Paphiopedilum hookerae var. hookerae (Borneo - Sarawak, W. Kalimantan). Hemicr.
- Paphiopedilum hookerae var. volonteanum (Borneo - Sabah). Hemicr.

Sinonimia
- Cordula hookerae [Rchb.f] Rolfe 1912
- Cypripedium barbatum var hookerae Regel 1876
- Cypripedium hookerae Rchb. f. 1863;[3][4][1]